# مخطط القص وعزوم الانحناء

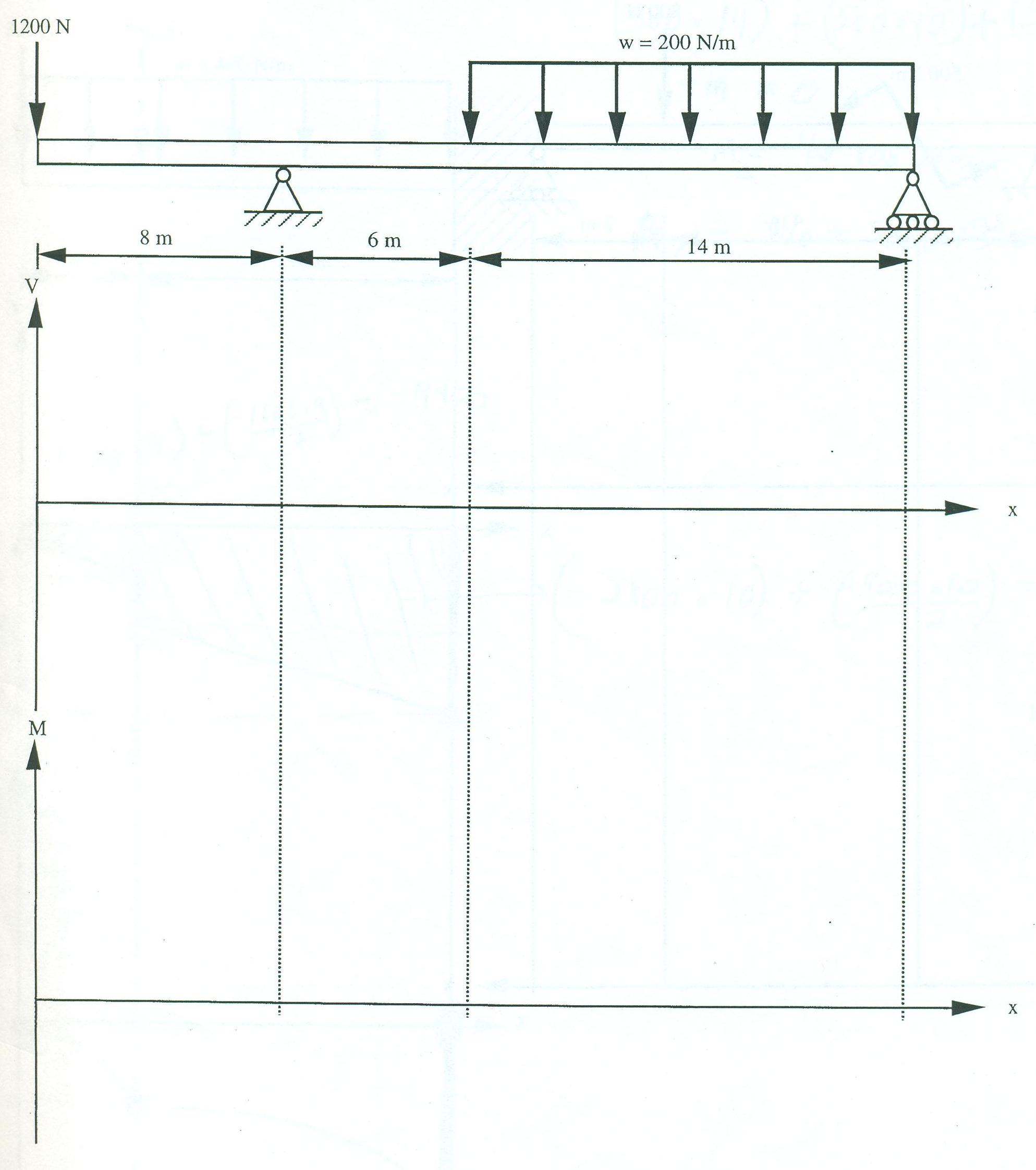

مخططات القص وعزوم الانحناء أدوات تحليلية تستخدم بالترافق مع التحليل البنيوي للمساعدة في التصميم البنيوي عن طريق تحديد قيمة قوة القص وعزم الانحناء عند نقطة ما من عنصر بنيوي كالجائز. يمكن استخدام هذه المخططات لتحديد نوع عنصر في بنية ما وحجمه ومادته بحيث يمكن دعم مجموعة أحمال معطاة دون حدوث فشل بنيوي. من التطبيقات الأخرى لمخطط القص وعزوم الانحناء تحديد انحراف جائز بسهولة إما بطريقة مساحة العزم أو طريقة الجائز المرافق.

## حساب قوة القص وعزم الانحناء
الخطوة التالية لرسم مخطط الأحمال هي إيجاد قيمة قوة القص والعزم عند أي نقطة معطاة على امتداد العنصر. لأجل جائز أفقي، يمكن تطبيق ذلك في أي نقطة عن طريق «قطع» الطرف الأيمن الجائز.
يضم المثال أدناه حملًا نقطيًّا، وحملًا موزعًا، وعزمًا مطبقًا. من بين المساند (الدعامات) مساند مفصلية ومسندًا آخر مثبتًا من الطرف. يظهر الرسم الأول الجائز بالقوى المطبقة والقيود الخاصة بالإزاحة. الرسم الثاني هو لمخطط الحمولة مع قيم ردود الأفعال المعطاة دون إظهار الحسابات، أو ما يسميه معظم الناس مخطط جسم حر. الرسم الثالث يمقل مخطط قوة القص والرسم الرابع مخطط عزم الانحناء.  لأجل مخطط عزم الانحناء، استخدم عرف الإشارة العادية. أسفل مخطط العزم هناك التوابع الخطوية لقوة الفص وعزم الانحناء مع توسيع التوابع (الدوال) لإطهار آثار كل حمل على تابعي القص والانحناء.
المثال الموضح يستخدم نظام وحدات القياس الأمريكية العرفية. يعبر عن الأحمال النقطية بوحدة قياس الكيب (1 كيب = 1000 باوند ثقالي = 4.45 كيلونيوتن)، في حين يعبر عن الأحمال الموزعة بوحدة قياس كيب/قدم (1كيب/قدم = 14.6 كيلونيوتن/م)، يعبر عن العزوم بوحدة قياس قدم-كيب (1 قدم كيب = 1.356 كيلونيوتن.متر)، والأطوال بوحدة قياس القدم (1قدم = 0.3048 م).

### الخطوة الأولى: حساب قوى رد الفعل والعزوم
أول خطوة للحصول على معادلات عزم الانحناء وقوة القص هي تحديد قوى رد الفعل. يجري هذا باستخدام مخطط الجسم الحر للجائز بأكمله.
للجائز ثلاث قوى رد فعل، Ra, Rb عند المسندين، وRc عند النهاية المثبتة. للنهاية المثبتة (الطرف المثبت) مزدوجة رد فعل ##رمز## أيضًا. يجب تحديد هذه الكميات الأربع باستخدام معادلتين، موازنة القوى في الجائز وموازنة العزوم في الجائز. لا يمكن إيجاد أربعة مجاهيل باستخدام معادلتين مستقلتين تحتويان هذه المجاهيل الأربع وبالتالي فإن الجائز غير محدد سكونيًّا (ويسمى أيضًا غير محدد استاتيًّا أو استاتيكيًّا). من طرق حل هذه المسألة استخدام مبدأ التراكب الخطي وتقسيم المسألة إلى تراكب عدد من المسائل المحددة سكونيًّا. يجب إدخال الشروط الحدية الإضافية عند المساند في الحل التراكبي بحيث يكون تشوه الجائز بأكمله توافقيًّا.
من مخطط الجسم الحر للجائز الكامل لدينا معادلتا الموازنة للقوى والعزوم:
{\displaystyle \sum F=0~,~~\sum M_{A}=0\,.}
بجمع القوى يكون لدينا:
{\displaystyle -10-(1)(15)+R_{a}+R_{b}+R_{c}=0}
وبجمع العزوم حول النهاية الحرة (A) يكون لدينا:
{\displaystyle (R_{a})(10)+(R_{b})(25)+(R_{c})(50)-(1)(15)(17.5)-50+M_{c}=0\,.}
يمكننا حل هاتين العلاقتين لأجلRb و Ra تابعين ل Mc :
{\displaystyle R_{b}=37.5-1.6R_{a}+0.04M_{c}}
و:
{\displaystyle R_{c}=-12.5+0.6R_{a}-0.04M_{c}\,.}
إذا جمعنا العزوم حول المسند الأول من يسار الجائز يكون لدينا:
{\displaystyle (10)(10)-(1)(15)(7.5)+(R_{b})(15)+(R_{c})(40)-50+M_{c}=0\,.}
إذا عوضنا بعلاقات Rb وRc يصبح لدينا المعادلة المحققة دائمًا 0 = 0 والتي تشير إلى أن هذه العلاقة ليست مستقلة عن اللتين سبقتاها. بشكل مشابه، إذا أخذنا العزوم حول المسند الثاني يكون لدينا:
{\displaystyle (10)(25)-(R_{a})(15)+(1)(15)(7.5)+(R_{c})(25)-50+M_{c}=0\,.}
من جديد نجد أن هذه العلاقة ليست مستقلة عن اللتين سبقتاها. يمكننا أيضًا محاولة حساب العزوم حول النهاية المثبتة من الجائز لنحصل على:
{\displaystyle (10)(50)-(R_{a})(40)-(R_{b})(25)+(1)(15)(32.5)-50+M_{c}=0\,.}
يتضح أن هذه العلاقة بدورها ليست مستقلة خطيًّا عن العلاقتين السابقتين. لذلك فإن الجائز غير محدد سكونيًّا، وعلينا إيجاد عزوم الانحناء في مقاطع الجائز كتوابع لكل من Ra وMc.

### الخطوة الثانية: تجزئة الجائز إلى مقاطع
بعد إيجاد قوى رد الفعل، يمكن تجزئة الجائز إلى أجزاء. يحدد موضع وعدد القوى الخارجية على العنصر عدد وموضع هذه الأجزاء. يبدأ الجزء الأول دومًا من أحد الطرفين وينتهي في أي مكان قبل أول قوة خارجية.

### الخطوة الثالثة: حساب قوى القص والعزوم – الجزء الأول
ليكن V1 وM1 قوة القص وعزم الانحناء على التتالي في مقطع عرضي للقطعة الأولى من الجائز. مع تحرك مقطع الجائز باتجاه نقطة تطبيق القوة الخارجية يمكن أن تتغير شدة قوة القص والعزم. يجعل هذا قوة القص وعزم الانحناء تابعين لموضع المقطع العرضي المأخوذ (x في هذا المثال).
بجمع القوى على امتداد هذا الجزء وجمع العزوم، نحصل على معادلتي قوة القص وعزم الانحناء.
هاتان المعادلتان هما:
{\displaystyle \sum F=-10-V_{1}=0}
و
{\displaystyle \sum M_{A}=-V_{1}x+M_{1}=0\,.}
بالتالي فإن:
{\displaystyle V_{1}=-10\quad {\text{and}}\quad M_{1}=-10x\,.}

### الخطوة الرابعة: حساب قوى القص والعزوم – الجزء الثاني
بأخذ الجزء الثاني، والانتهاء في أي مكان قبل القوة الداخلية الثانية، يكون لدينا:
{\displaystyle \sum F=-10+R_{a}-(1)(x-10)-V_{2}=0}
و
{\displaystyle \sum M_{A}=R_{a}(10)-(1)(x-10){\frac {(x+10)}{2}}-V_{2}x+M_{2}=0\,.}
وبالتالي:
{\displaystyle V_{2}=R_{a}-x\quad {\text{and}}\quad M_{2}=-50+R_{a}(x-10)-{\frac {x^{2}}{2}}\,.}
نلاحظ أنه بما أن قوة القص معبر عنها بدلالة x، فإن معادلة العزم مرفوعة للأس الثاني. هذا يعود إلى أن العزم هو تكامل قوة القص. الجزء المعقد في هذا العزم هو القوة الموزعة. بما أن القوة تتغير مع طول الجزء، فإن القوة ستكون مضروبةً بالمسافة بعد 10 أقدام، أي (x-10) ويحدد موضع العزم في منتصف القوة الموزعة، المتغير أيضًا بدورها. ومن هنا جرى اشتقاق (x+10)/2.
بدل ذلك، يمكننا أخذ العزوم حول مقطع عرضي للحوصل على:
{\displaystyle \sum M_{A}=10x-R_{a}(x-10)+(1)(x-10){\frac {(x-10)}{2}}+M_{2}=0\,.}
من جديد، في هذه الحالة:
{\displaystyle M_{2}=-50+R_{a}(x-10)-{\frac {x^{2}}{2}}\,.}

### الخطوة الخامسة: حساب قوى القص والعزوم – الجزء الثالث
بأخذ الجزء الثالث، وجمع القوى، يكون لدينا:
{\displaystyle -10+R_{a}+R_{b}-(1)(15)-V_{3}=0}
وبجمع العزوم حول المقطع العرضي نحصل على:
{\displaystyle (10)(x)-R_{a}(x-10)-R_{b}(x-25)+(1)(15)(x-17.5)+M_{3}=0\,.}
وبالتالي:
{\displaystyle V_{3}=25-R_{a}-R_{b}=R_{c}}
و
{\displaystyle M_{3}=262.5+R_{a}(x-10)+R_{b}(x-25)-25x=-675+R_{a}(30-0.6x)-M_{c}(1-0.04x)+12.5x\,.}
نلاحظ إمكانية اعتبار القوى الموزعة هنا قوة وحيدة مقدارها 15 كيب مطبقة على منتصف موضعها.

### الخطوة السادسة: حساب قوى القص والعزوم – الجزء الرابع
بأخذ الجزء الرابع والأخير، ينتج عن موازنة القوى ما يلي:
{\displaystyle -10+R_{a}+R_{b}-(1)(15)-V_{4}=0}
وبموازنة العزوم حول المقطع العرضي نحصل على:
{\displaystyle (10)(x)-R_{a}(x-10)-R_{b}(x-25)+(1)(15)(x-17.5)-50+M_{4}=0\,.}
وبحل المعادلة لأجل V4 وM4 يصبح لدينا:
{\displaystyle V_{4}=25-R_{a}-R_{b}=R_{c}}
و
{\displaystyle M_{4}=312.5+R_{a}(x-10)+R_{b}(x-25)-25x=-625+R_{a}(30-0.6x)+M_{c}(0.04x-1)+12.5x\,.}
برسم كل من هذه العلاقات السابقة على امتداد الأجزاء الخاصة بكل منها، نحصل على مخططي عزم الانحناء والقوى القاصة لهذا الجائز. تحديدًا، عند النهاية المثبتة للجائز، x=50 ويكون لدينا:
{\displaystyle M_{4}=M_{c}=-937.5+40R_{a}+25R_{b}\,.}

### الخطوة السابعة: حساب انزياحات الأجزاء الأربعة
نستخدم الآن نظرية أويلر-برنولي في الجوائز لحساب انحرافات (أو انزياحات) الأجزاء الأربعة. المعادلة التفاضلية التي تربط انزياح الجائز w بعزم الانحناء M هي
{\displaystyle {\frac {d^{2}w}{dx^{2}}}=-{\frac {M}{EI}}}
حيث E معامل يونغ وI عزم العطالة من الدرجة الثانية (ويسمى أيضًا العزم السطحي للعطالة أو عزم المساحة) للمقطع العرضي للجائز.
بالتعويض عنM1, M2, M3, M4 بقيمها في معادلة الجائز وحلها لأجل الانزياح نحصل على:
{\displaystyle {\begin{aligned}w_{1}&={\frac {5}{3EI}}\,x^{3}+C_{1}+C_{2}\,x\\w_{2}&={\frac {1}{24EI}}\,x^{2}\,\left[x^{2}+600-4R_{a}(x-30)\right]+C_{3}+C_{4}\,x\\w_{3}&={\frac {1}{100EI}}\left[{\frac {x^{3}}{3}}(-625+30R_{a}-2M_{c})-50x^{2}(-675+30R_{a}-M_{c})\right]+C_{5}+C_{6}\,x\\w_{4}&={\frac {1}{100EI}}\left[{\frac {x^{3}}{3}}(-625+30R_{a}-2M_{c})-50x^{2}(-625+30R_{a}-M_{c})\right]+C_{7}+C_{8}\,x\end{aligned}}}

### الخطوة الثامنة: تطبيق الشروط الحدية
نطبق الآن الشروط الحدية للإزاحة على الأجزاء الأربعة لتحديد ثوابت التكامل.
في الجزء الرابع من الجائز، ندرس الشروط الحدية عند النهاية المثبتة حيث w4 عند x=50. بالحل من أجل M1, M2, M3, M4نحصل على:
وبالتالي يمكن التعبير عنw4 بالشكل:
{\displaystyle C_{7}=-{\frac {1250}{3EI}}(-625+M_{c}+30R_{a})\quad {\text{and}}\quad C_{8}={\frac {125}{EI}}(-125+6R_{a})\,.}
الآن، w4 عند x=37.5 (نقطة تطبيق المزدوجة الخارجية). كضلك فإن تقعر منحنسات الإزاحة عند هذه النقطة هي نفسها، أي أن C3 باستخدام هذه الشروط الحدية والحل لأجلC4 نحصل على:
{\displaystyle w_{4}=-{\frac {1}{300EI}}(x-50)^{2}\left[-5(6R_{a}-125)(x-50)+2M_{c}(x+25)\right]\,.}
بتعويض هذه الثوابت في العلاقة من أجل w4 نحصل على:
{\displaystyle C_{5}=-{\frac {625}{12EI}}(-5675+8M_{c}+240R_{a})\quad {\text{and}}\quad C_{6}={\frac {250}{EI}}\left(3R_{a}-70\right)\,.}
وبشكل مشابه، عند المسند بين الجزأين الثاني والثالث حيث x=25، وw1 ، وw2. فإن استخدام هذه المعطيات والحل لأجل w1 يعطي:
{\displaystyle {\begin{aligned}w_{3}={\frac {1}{300EI}}{\Bigl [}&30R_{a}(-50+x)^{3}-2M_{c}(-50+x)^{2}(25+x)-\\&625(-141875+x(8400+(-162+x)x)){\Bigr ]}\,.\end{aligned}}}
وبالتالي:
{\displaystyle C_{3}=-{\frac {3125}{24EI}}(-1645+4M_{c}+64R_{a})\quad {\text{and}}\quad C_{4}={\frac {25}{12EI}}\left(-40325+6M_{c}+120R_{a}\right)\,.}
عند المسند بين الجزأين الأول والثاني، x=10 و##رمز##. هذه الشروط الحدية تعطينا:
{\displaystyle {\begin{aligned}w_{2}={\frac {1}{24EI}}{\Bigl [}&-3125(-1645+4M_{c}+64R_{a})+\\&50(-4025+6M_{c}+120R_{a})x+120(5+R_{a})x^{2}-4R_{a}x^{3}+x^{4}{\Bigr ]}\,.\end{aligned}}}
وبالتالي:
{\displaystyle w_{1}={\frac {5}{24EI}}\left[1026125-39450x+8x^{3}+20M_{c}(-125+3x)+480R_{a}(-85+3x)\right]\,.}

### الخطوة التاسعة: الحل لأجلMcوRa
لأن w2=0 عند x=25، يمكننا الحل لأجل Mc بدلالة Ra للحصول على:
{\displaystyle M_{c}=175-7.5R_{a}\,.}
أيضًا، بما أن w1=0 عند x=10، فإن التعبير عن الانزياح بدلالة Ra (بعد إقصاء Mc) والحل لأجل Ra يعطي:
{\displaystyle R_{a}=25.278\quad \implies \quad M_{c}=-14.585\,.}

### الخطوة العاشرة: رسم مخططي عزم الانحناء وقوة القص
يمكننا الآن حساب ردي الفعل Rb وRc وعزوم الانحناء M1,M2M3,M4، وقوى القص V1,V2,V3,V4. يمكن رسم هذه العلاقات بعدها كتابع لطول كل جزء.

## العلاقة بين قوة القص وعزم الانحناء
من المهم ملاحظة العلاقة بين المخططين. مخطط العزم تمثيل بصري للمساحة تحت مخطط قوى القص. وذلك لأن العزم هو تكامل قوة القص. إذا كانت قوة القص ثابتة على امتداد جزء ما، فإن معادلة العزوم ستكون بدلالة x (خطية). إذا كانت قوة القص خطية على امتداد جزء ما، فإن معادلة العزم ستكون تربيعية (قطع مكافئ).
من الملاحظات الأخرى على مخططات قوة القص أنها تظهر مكان تطبيق القوة الخارجية والعزوم. دون قوىً خارجية، يجب أن ترتبط التوابع المجزأة دون انقطاعات، الانقطاعات على المنحنيات تمثل بالضبط مقدار القوة الخارجية أو العزوم الخارجية المطبقة. على سبيل المثال، عند x=10 على مخطط قوة القص، هناك فجوة بين العلاقتين. هذه الفجوة من -10 إلى 15.3. طول هذه الفجوة 25.3، وهو بالضبط مقدار القوة الخارجية المطبقة عند تلك النقطة. عند الجزء الثالث على مخطط العزوم، هناك انقطاع مقداره 50. هذا ناتج عن تطبيق عزم مقداره 50 على البنية. القيم العظمى والدنيا على المنحنيات تمثل القوى والعزوم العظمى التي يتعرض لها الجائز عند الشروط المدروسة.